# Oriol Junyent Monuera
Oriol Junyent Monuera (Sabadell, 1 de juliol de 1976) és un jugador de bàsquet retirat català, que jugava en la posició de pivot.
Va formar-se a l'equip de les Termes i posteriorment passà al CN Sabadell. Fitxat pel FC Barcelona, en què jugà en les categories inferiors i també als equips vinculats del CB Santfeliuenc (1993-95) i CB Cornellà (1995-97). Des de la temporada 1997-98, va jugar en diversos equips de l'ACB i de la LEB: CB Granada (1997-98, part de la temporada 2001-02, 2006-07), FC Barcelona (1998-99, proclamant-se campió de l'ACB i de la Copa Korac), CB Fuenlabrada (1999-01), Alacant (2002-06), CB Ciudad de Huelva (2007-08), Estudiantes (2008-09), CB Valladolid (inici 2009-10), CAB Obradoiro (part de la temporada 2009-10, 2010-14), Saragossa (2009-10, on aconseguí la Copa LEB i l'ascens a l'ACB).
També fou internacional en categories inferiors en la selecció espanyola, aconseguint el bronze al Campionat del Món júnior de 1999. Amb la selecció absoluta ha jugat en dinou ocasions, participant en el Campionat del Món d'Indianapolis 2002. Es va retirar el 2015 a causa d'una greu lesió al genoll.